# Lucas Palacios
Lucas Patricio Palacios Covarrubias (Lima, 17 de marzo de 1974) es un ingeniero comercial y político chileno. Entre el 28 de octubre de 2019 y el 11 de marzo de 2022 ejerció como ministro de Economía, Fomento y Turismo, bajo el segundo gobierno del presidente Sebastián Piñera. Previamente se desempeñó como subsecretario de Obras Públicas, desde marzo de 2018 hasta octubre de 2019; fungiendo el mismo cargo durante la primera administración de Piñera entre 2012 y 2014. En octubre de 2022 asumió como Rector de INACAP.

## Biografía

### Familia
Es hijo de Luis Patricio Palacios del Villar, empresario industrial, director ejecutivo de la viña «Tres Palacios», y de María Inés Covarrubias Larraín. Por vía materna es tataranieto del político conservador Ramón Covarrubias Ortúzar, quien fuera diputado de la República durante fines del siglo XIX.
Es casado con la ingeniera comercial María Francisca Medeiros Urzúa, con quien es padre cuatro hijos.

### Formación
Realizó sus estudios primarios y secundarios en el Colegio Sagrados Corazones de Manquehue. Posteriormente ingresó a la carrera de ingeniería comercial con mención en empresas en la Pontificia Universidad Católica de Chile (PUC). Además cursó una Maestría de Estudios Latinoamericanos, de la Universidad de Salamanca, España.
En agosto de 2015, publicó el libro Lunavela de la editorial RIL Editores, el que contiene 94 páginas de poemas.

### Carrera política
Fue concejal de Puente Alto entre 2004 y 2011, año en que dejó el cargo para asumir como asesor de la Dirección de Presupuestos (Dipres) del Ministerio de Hacienda, en el primer gobierno de Sebastián Piñera. El 12 de noviembre de 2012 asumió como subsecretario de Obras Públicas, cargo que mantuvo hasta el fin de la administración Piñera, el 11 de marzo de 2014.
El 11 de marzo de 2018 fue nombrado nuevamente como titular de la Subsecretaría de Obras Públicas del segundo gobierno de Piñera. Mantuvo ese cargo hasta el 28 de octubre de 2019, cuando asumió como ministro de Economía, Fomento y Turismo en reemplazo de Juan Andrés Fontaine, como parte del cambio de gabinete realizado en medio de las masivas protestas iniciadas ese mismo mes.

## Historial electoral

### Elecciones municipales de 2004
- Elecciones municipales de 2004, para el concejo municipal de Puente Alto[7]

| Candidato                         | Pacto                          | Partido | Votos  | %     | Resultado |
| --------------------------------- | ------------------------------ | ------- | ------ | ----- | --------- |
| María Angélica Villadangos Wenger | Alianza                        | RN      | 15 605 | 15,04 | Concejala |
| María Teresa Alvear Valenzuela    | Concertación por la Democracia | PDC     | 13 314 | 12,83 | Concejala |
| Claudio Reyes Norambuena          | Alianza                        | UDI     | 12 456 | 12,00 | Concejal  |
| Sylvia Roubillard Hauyon          | Concertación por la Democracia | PS      | 10 627 | 10,24 | Concejala |
| Sergio Villagrán Soto             | Concertación por la Democracia | PPD     | 8692   | 8,38  | Concejal  |
| Lucas Palacios Covarrubias        | Alianza                        | UDI     | 5251   | 5,06  | Concejal  |
| Claudio Reyes Canto               | Juntos Podemos                 | PH      | 5148   | 4,96  | Concejal  |
| Óscar Plaza Flores                | Alianza                        | UDI     | 4715   | 4,54  |           |
| Luis Escanilla Benavides          | Concertación por la Democracia | PS      | 4616   | 4,45  |           |
| Alfredo Villavicencio Clavero     | Alianza                        | RN      | 4389   | 4,25  | Concejal  |
| Hernán Palma Pérez                | Juntos Podemos                 | PH      | 1050   | 1,01  |           |

### Elecciones municipales de 2008
- Elecciones municipales de 2008 para concejales de la comuna de Puente Alto[8]

(Se consideran solo los candidatos con más del 2 % de los votos)
| Candidato                      | Pacto                    | Partido | Votos  | %     | Resultado |
| ------------------------------ | ------------------------ | ------- | ------ | ----- | --------- |
| Germán Codina Powers           | Alianza                  | RN      | 17 892 | 16,96 | Concejal  |
| Vivian Maira Smith             | Alianza                  | ILE     | 9903   | 9,39  | Concejala |
| María Teresa Alvear Valenzuela | Concertación Democrática | PDC     | 9878   | 9,36  | Concejala |
| Sylvia Roubillard Hauyon       | Concertación Democrática | PS      | 7539   | 7,15  | Concejala |
| Alfredo Villavicencio Clavero  | Alianza                  | RN      | 7360   | 6,98  | Concejal  |
| Lucas Palacios Covarrubias     | Alianza                  | UDI     | 5514   | 5,23  | Concejal  |
| Leonardo Jorquera Silva        | Concertación Democrática | PS      | 3867   | 3,67  |           |
| Juan Pablo Urzúa Muñoz         | Juntos Podemos Más       | PC      | 3749   | 3,55  |           |
| Juan Marticorena Franco        | Alianza                  | ILE     | 3722   | 3,53  | Concejal  |
| Fernando Madrid Catalán        | Concertación Progresista | PPD     | 2978   | 2,82  | Concejal  |
| Waldo Castillo Martínez        | Alianza                  | ILE     | 2290   | 2,17  |           |
| Oscar Plaza Flores             | Alianza                  | UDI     | 2229   | 2,11  |           |